# باب دوبکین
رابرت سی دوبکین (متولد ۱۹۴۳ در فیلادلفیا) یک مهندس برق آمریکایی، بنیان‌گذار شرکت لینیر تکنولوژی و کارآزموده طراح مدار یکپارچه خطی (آنالوگ) است. او بیش از ۱۰۰ ثبت‌اختراع دارد.

## حرفه
دوبکین در دانشگاه MIT در رشته مهندسی برق تحصیل کرده است، اما مدرک دانشگاهی را نگرفته است. پس از مشاغل اولیه، به عنوان مثال در سامانه بازگشت مجدد فضانوردان GE، وی به فیلبریک نکسس در ماساچوست پیوست و در زمینه توسعه آی‌سی با باب پیز کار کرد. وی در ژانویه سال ۱۹۶۹ به نشنال سمی‌کنداکتر (NSC) پیوست. وی از سمت خود به عنوان مدیر توسعه مدارهای پیشرفته NSC در ژوئیه ۱۹۸۱ استعفا داد و در همان سال با رابرت جی ویدلر، لینیر تکنولوژی را تأسیس کرد.
دابکین تا زمان خرید شرکت توسط شرکت آنالوگ دیوایسز در سال ۲۰۱۶، به عنوان مدیر ارشد فنی این شرکت به فعالیت خود ادامه داد. دوبکین همچنان به‌عنوان مدیر ارشد فنی شرکت فعالیت می‌کند. او از ۲۰ مارس ۲۰۱۳ مدیر شرکت اسپکترا۷ میکروسیستم بوده است.
در سال 2021، دوبکین توسط کمیسیون بورس و اوراق بهادار آمریکا (SEC) به دلیل به اشتراک گذاشتن اطلاعات غیرعمومی در مورد ادغام شرکت‌های آنالوگ دیوایسز و لینیر تکنولوژی به معاملات داخلی متهم شد. دوبکین مجرم شناخته شد و به پرداخت جریمه‌ای معادل 252,092.16 دلار محکوم و از خدمت به عنوان مدیر یا کارمند در یک شرکت سهامی عام منع شد.

## آثار
- LM317، اولین رگولاتور ولتاژ سه‌پایه متغیر است
- LM118، اولین تقویت‌کننده عملیاتی با سرعت بالا
- LM199، ولتاژ مرجع سد زنری گرم‌شده، و جانشین بهبود یافته آن، LTZ1000
- LT1083، اولین رگولاتور با افت ولتاژ کم است
- LT3080، رگولاتور قابل‌تنظیم سه‌پایه با یک منبع جریان مرجع.